# Ті Джей Міллер
Тодд Джозеф «Ті Джей» Міллер (англ. Todd Joseph «TJ» Miller; 4 червня 1981) — американський стендапкомік і актор.

## Раннє життя та освіта
Міллер народився в Денвері, штат Колорадо, в сім'ї Леслі Міллер, клінічного психолога, і Кента Міллера, адвоката з міста Чанут, штат Канзас. Він відвідував денну школу Граланд Кантрі і закінчив Східну середню школу Денвера, де брав участь у драматичних постановках. Його батько, християнин, має англійське, шотландське, німецьке та шведське походження, тоді як його мати, єврейка-ашкеназі, має німецько-єврейське, австрійсько-єврейське та російсько-єврейське походження.
У 2003 році Міллер закінчив Університет Джорджа Вашингтона у Вашингтоні, зі ступенем бакалавра психології з концентрацією на теорії ситуацій та соціальному впливі. У GWU він був членом комедійної групи receSs та відділення Лямбда братства Фі Сігма Каппа. Під час навчання в коледжі Міллер вивчав циркове мистецтво в паризькому театрі Фрічес Урбен та відвідував Британсько-американську драматичну академію в Лондоні, де впродовж літа вивчав Шекспіра.    
6 вересня 2015 року одружився зі своєю давньою подругою Кейт Горні.

## Фільмографія

### Фільми
| Рік  |    | Українська назва               | Оригінальна назва                         | Роль                   |
| ---- | -- | ------------------------------ | ----------------------------------------- | ---------------------- |
| 2008 | ф  | Монстро                        | Cloverfield                               | Хадсон (Хад) Платт     |
| 2009 | ф  | Продавець                      | Goods: Live Hard, Sell Hard               | Джим                   |
| 2009 | ф  | Екстракт                       | Extract                                   | Рорі                   |
| 2010 | ф  | Надто крута для тебе           | She's Out of My League                    | Стаінер                |
| 2010 | ф  | Зірковий ескорт                | Get Him to the Greek                      | Брайан                 |
| 2010 | мф | Як приборкати дракона          | How to Train Your Dragon                  | Впертюх (озвучка)      |
| 2010 | ф  | Некерований                    | Unstoppable                               | Джілліс                |
| 2010 | ф  | Ведмідь Йогі                   | Yogi Bear                                 | Рейнджер Джонс         |
| 2010 | ф  | Мандри Гулівера                | Gulliver's Travels                        | Ден                    |
| 2011 | ф  | Мій придуркуватий брат         | Our Idiot Brother                         | Біллі Орвін            |
| 2012 | ф  | Рок на віки                    | Rock of Ages                              | репортер Rolling Stone |
| 2012 | ф  | Шукаю друга на кінець світу    | Seeking a Friend for the End of the World | Дарсі                  |
| 2014 | мф | Як приборкати дракона 2        | How to Train Your Dragon 2                | Впертюх (озвучка)      |
| 2014 | ф  | Трансформери: Час вимирання    | Transformers: Age of Extinction           | Лукас                  |
| 2014 | мф | Супер шістка                   | Big Hero 6                                | Фред (озвучка)         |
| 2014 | ф  | Голі перці                     | Search Party                              | Джейсон                |
| 2015 | мф |                                | Hell and Back                             | Огі (озвучка)          |
| 2016 | ф  | Дедпул                         | Deadpool                                  | Джек Хаммер / Тхір     |
| 2016 | ф  | Новорічний корпоратив          | Office Christmas Party                    | Клей                   |
| 2017 | ф  | Вишибала: Епічний заміс        | Goon: Last of the Enforcers               | Чед Бейлі              |
| 2017 | мф | Емоджі Муві                    | The Emoji Movie                           | Джин (озвучка)         |
| 2018 | ф  | Першому гравцеві приготуватися | Ready Player One                          | i-R0k                  |
| 2018 | ф  | Дедпул 2                       | Deadpool 2                                | Джек Хаммер / Тхір     |
| 2020 | ф  | Під водою                      | Underwater                                | Пол                    |
| 2020 | ф  |                                | The Stand-In                              | Луїс                   |

### Телебачення
| Рік         |    | Українська назва      | Оригінальна назва  | Роль                                                          |
| ----------- | -- | --------------------- | ------------------ | ------------------------------------------------------------- |
| 2007 — 2008 | с  |                       | Carpoolers         | Мармадюк Брукер (13 епізодів)                                 |
| 2012 — 2013 | с  |                       | The Gorburger Show | Горбургер (16 епізодів)                                       |
| 2012 — 2016 | мс | Таємниці Ґравіті Фолз | Gravity Falls      | Роббі (озвучка, 13 епізодів)                                  |
| 2012 — 2018 | мс | Дракони               | DreamWorks Dragons | Впертюх (озвучка, 82 епізоди)                                 |
| 2013        | с  |                       | The Goodwin Games  | Джиммі Гудвін (7 епізодів)                                    |
| 2014 — 2017 | с  | Кремнієва долина      | Silicon Valley     | Ерліх Бахман (38 епізодів)                                    |
| 2015        | мс | Сім'янин              | Family Guy         | вулкан (озвучка, Епізод: "Roasted Guy")                       |
| 2016        | с  | Ліпсінк Батл          | Lip Sync Battle    | у ролі самого себе (Епізод: "Sam Richardson vs. T.J. Miller") |
| 2017        | мс | С означає Сім'я       | F Is for Family    | Ренді (озвучка, 4 епізоди)                                    |

### Відеоігри
| Рік  |    | Українська назва         | Оригінальна назва        | Роль    |
| ---- | -- | ------------------------ | ------------------------ | ------- |
| 2010 | вг | How to Train Your Dragon | How to Train Your Dragon | Впертюх |
| 2010 | вг | Yogi Bear                | Yogi Bear                | Джонс   |
| 2019 | вг | Kingdom Hearts III       | Kingdom Hearts III       | Фред    |